# Kramfors
Kramfors è una città della Svezia, capoluogo del comune omonimo, nella contea di Västernorrland. Ha una popolazione di 6.235 abitanti.